# 阿克塞哈萨克族自治县
39°38′22″N 94°21′02″E / 39.63953756436671°N 94.3505859375°E
阿克塞哈萨克族自治县，简称阿克塞县，是中华人民共和国甘肃省酒泉市下辖的一个自治县。位于甘肃、青海、新疆的交界处。

## 行政区划
阿克塞哈萨克族自治县下辖1个镇、3个乡：
红柳湾镇、阿克旗乡、阿勒腾乡和阿伊纳乡。

## 交通
- 215国道、 571国道过境。
- 敦格铁路